# Károly Schupkegel
Károly Schupkegel (Hungría, 4 de julio de 1965) es un gimnasta artístico húngaro, especialista en la prueba de caballo con arcos, con la que ha logrado ser medallista de bronce mundial en 1993.

## 1993
En el Mundial de Birmingham 1993 gana la medalla de bronce en caballo con arcos, tras el norcoreano Pae Gil Su (oro) y el alemán Andreas Wecker (plata).